# Saul Rubinek
Saul Rubinek (Wolfratshausen, 2 luglio 1948) è un attore e regista teatrale canadese.

## Biografia
Nasce in un DP camp tedesco (Displaced persons camp, campo provvisorio di stazionamento per sopravvissuti della seconda guerra mondiale destinati all'emigrazione) da Frania ed Israel Rubinek, una coppia di ebrei polacchi che emigrerà successivamente in Canada. Entrambi i genitori, infatti, erano sopravvissuti dei lager tedeschi. Nel DP camp, il padre fu membro del Yiddish Repertory Theatre.
Fra il 1969 e il 1970, Rubinek fa parte della Stratford Shakespearean Festival Company di Stratford. Il suo debutto su un palcoscenico statunitense è nel 1979, al Public Theatre di New York. Dal 1990 è sposato con la produttrice Elinor Reid, da cui ha avuto due figli, Hannah (1995) e Sam (1999).

## Filmografia parziale

### Cinema
- Gli altri giorni del Condor (Agency), regia di George Kaczender (1980)
- La nave fantasma (Death Ship), regia di Alvin Rakoff (1980)
- Soup for One, regia di Jonathan Kaufer (1982)
- L'ospedale più pazzo del mondo (Young Doctors in Love), regia di Garry Marshall (1982)
- Scontro al vertice (Highpoint), regia di Peter Carter (1982)
- Due vite in gioco (Against All Odds), regia di Taylor Hackford (1984)
- L'avventura di Martin (Martin's Day), regia di Alan Gibson (1985)
- Sweet Liberty - La dolce indipendenza (Sweet Liberty), regia di Alan Alda (1986)
- Wall Street, regia di Oliver Stone (1987)
- L'ultima scelta di Max (The Outside Chance of Maximilian Glick), regia di Allan A. Goldstein (1989)
- Il falò delle vanità (The Bonfire of the Vanities), regia di Brian De Palma (1990)
- La gatta e la volpe (Man Trouble), regia di Bob Rafelson (1992)
- Gli spietati (Unforgiven), regia di Clint Eastwood (1992)
- Una vita al massimo (True Romance), regia di Tony Scott (1993)
- Coppia d'azione (Undercover Blues), regia di Herbert Ross (1993)
- Il giustiziere della notte 5 (Death Wish V: The Face of Death), regia di Allan A. Goldstein (1994)
- Inviati molto speciali (I Love Trouble), regia di Charles Shyer (1994)
- Papà ti aggiusto io! (Getting Even with Dad), regia di Howard Deutch (1994)
- Gli intrighi del potere - Nixon (Nixon), regia di Oliver Stone (1995)
- Accerchiati (Hostile Intent), regia di Jonathan Heap (1997)
- Le ragazze della Casa Bianca (Dick), regia di Andrew Fleming (1999)
- Lakeboat, regia di Joe Mantegna (2000)
- The Contender, regia di Rod Lurie (2000)
- The Family Man, regia di Brett Ratner (2000)
- The Singing Detective, regia di Keith Gordon (2003)
- Santa's Slay, regia di David Steiman (2005)
- Partner(s), regia di Dave Diamond (2005)
- Rogue - Il solitario (War), regia di Philip G. Atwell (2007)
- Blackout, regia di Jerry LaMothe (2007)
- Una vita spezzata (A Broken Life), regia di Neil Coombs (2008)
- Julia, regia di Érick Zonca (2008)
- The Express (The Express: The Ernie Davis Story), regia di Gary Fleder (2008)
- Oy Vey! My Son Is Gay!!, regia di Evgeny Afineevsky (2009)
- The Trotsky, regia di Jacob Tierney (2009)
- La versione di Barney (Barney's Version), regia di Richard J. Lewis (2010)
- Knucklehead - Testa di cavolo (Knucklehead), regia di Michael W. Watkins (2010)
- Kill Me Please, regia di Olias Barco (2010)
- La ballata di Buster Scruggs (The Ballad of Buster Scruggs), regia di Joel ed Ethan Coen (2018)
- The Song of Names - La musica della memoria (The Song of Names), regia di François Girard (2019)
- Clock, regia di Alexis Jacknow (2023)

### Televisione
- Star Trek: The Next Generation – serie TV, episodio 3x22 (1990)
- Guerra al virus (And the Band Played On), regia di Roger Spottiswoode – film TV (1993)
- Hiroshima, regia di Koreyoshi Kurahara e Roger Spottiswoode – film TV (1995)
- Frasier – serie TV, 15 episodi (1999-2002)
- Stargate SG-1 – serie TV, episodi 7x17-7x18 (2004)
- Codice Matrix (Threat Matrix) – serie TV, 1 episodio (2004)
- Jack & Bobby – serie TV, 1 episodio (2004)
- Blind Justice – serie TV, 7 episodi (2005)
- Eureka – serie TV, 1 episodio (2006)
- Masters of Horror – serie TV, 1 episodio (2007)
- Psych – serie TV, 1 episodio (2008)
- The Trojan Horse – serie TV (2008)
- Boston Legal – serie TV, 1 episodio (2008)
- Jesse Stone: Nessun Rimorso (Jesse Stone: No Remorse), regia di Robert Harmon – film TV (2010)
- Leverage - Consulenze illegali (Leverage) – serie TV, 3 episodi (2008-12)
- Law & Order - Unità vittime speciali (Law & Order: Special Victims Unit) – serie TV, 1 episodio (2013)
- Person of Interest – serie TV, 2 episodi (2013)
- Warehouse 13 – serie TV, 64 episodi (2009-14)
- Grey's Anatomy – serie TV, 1 episodio (2018)
- La fantastica signora Maisel (The Marvelous Mrs. Maisel) – serie TV, 1 episodio (2018)
- Billions – serie TV, 3 episodi (2019)
- Hunters – serie TV, 8 episodi (2020)
- Schitt's Creek – serie TV, 1 episodio (2020)

### Regista
- Jerry and Tom (1998)
- Club Land, film TV (2001)
- Bleacher Bums, film TV (2001)
- Cruel But Necessary (2005)

## Doppiatori italiani
Nelle versioni in italiano delle opere in cui ha recitato, Saul Rubinek è stato doppiato da:
- Mino Caprio in Wall Street, Papà ti aggiusto io, Pancho Villa - La leggenda, The Family Man, Law & Order - I due volti della giustizia, Leverage - Consulenze illegali, Eureka
- Stefano De Sando in NYPD - New York Police Department, Julia, La versione di Barney, L'ultimo Tycoon, Hunters, Schitt's Creek
- Carlo Valli in Inviati molto speciali, Lost, Grey's Anatomy, Clock
- Roberto Stocchi in The Singing Detective, Jesse Stone, Psych
- Pierluigi Astore in Frasier, Billions, La fantastica signora Maisel
- Giorgio Lopez in La gatta e la volpe, The Condenter
- Marco Mete ne Gli intrighi del potere - Nixon, Warehouse 13
- Mario Cordova in Due vite in gioco, Angie Tribeca
- Paolo Marchese in Boston Legal, BlackBerry
- Roberto Pedicini in Una vita al massimo
- Massimo Giuliani ne Gli spietati
- Manlio De Angelis ne Il falò delle vanità
- Sergio Di Giulio in The Practice - Professione avvocati
- Francesco Pannofino in Stargate SG-1
- Antonio Sanna in Coppia d'azione
- Gianni Giuliano in Guerra al virus
- Angelo Nicotra in Colpo grosso al Drago Rosso - Rush Hour 2
- Piero Tiberi in L'ospedale più pazzo del mondo
- Leslie La Penna in Kill Me Please
- Gino La Monica ne La vera storia di Arnold
- Raffaele Palmieri in Rogue - Il solitario
- Luca Ward in Rainbow - Il mondo segreto dei colori
- Fabrizio Picconi in Santa's Slay
- Sandro Acerbo in Sweet Liberty - La dolce indipendenza
- Gerolamo Alchieri in The Express
- Gil Baroni in Nero Wolfe
- Michele Gammino in Star Trek: The Next Generation
- Saverio Moriones in Preparati a morire
- Franco Mannella in Gleason
- Diego Reggente in Nero Wolfe contro l'FBI
- Mario Scarabelli in Masters of Horror
- Stefano Santerini in L'ospedale più sexy del mondo
- Ambrogio Colombo in Person of Interest
- Pasquale Anselmo in Hiroshima
- Renato Cecchetto in Blue Bloods
- Ennio Coltorti ne La ballata di Buster Scruggs
- Stefano Mondini in The Song of Names - La musica della memoria
- Enrico Di Troia in FBI